# فرانك بويد
فرانك بويد (بالإنجليزية: Frank Boyd)‏ هو لاعب كرة قاعدة أمريكي، ولد في 2 أبريل 1868 في West Middletown, Pennsylvania ‏ في الولايات المتحدة، وتوفي في 16 ديسمبر 1937 في أويل سيتي في الولايات المتحدة.

## وصلات خارجية
- فرانك بويد على موقعبيزبول رفرنس.كوم (الدوري الرئيسي) (الإنجليزية)
- فرانك بويد على موقعبيزبول رفرنس.كوم (الدوري الثانوي) (الإنجليزية)